# Munhwa Broadcasting Corporation
Munhwa Broadcasting Corporation (MBC) és una de les principals empreses de xarxes de televisió i ràdio a Corea del Sud. Munhwa és la paraula coreana de "cultura". La seva emissora de televisió terrestre insígnia MBC TV és el canal 11 per a digital.
Fundada el 2 de desembre de 1961, MBC és una emissora terrestre coreana que compta amb una xarxa nacional de 17 estacions regionals. Tot i que opera en publicitat, MBC és una emissora pública, ja que el seu accionista més gran és una organització pública, The Foundation of Broadcast Culture. Actualment, és un grup multimèdia amb un canal de TV terrestre, tres canals de ràdio, cinc canals de cable, cinc canals de satèl·lit i quatre canals DMB.
MBC té la seu a Digital Media City (DMC), Mapo-gu, Seül i té les instal·lacions de producció de transmissió més grans de Corea, inclòs el centre de producció digital Dream Center a Ilsan, interiors i exteriors al parc de Yongin Daejanggeum.